# Алабамский университет
Алабамский университет (англ. University of Alabama) — американский университет, расположенный в городе Таскалуса, штат Алабама.
Является одним из старейших и самым большим из университетов в штате Алабама. Университет штата Алабама предлагает программы обучения по 13 академическим подразделениям, ведущих к степени бакалавра, магистра, специалиста по образованию и докторским степеням. В университете находится единственная юридическая школа в штате. Академические программы, недоступные в других местах, в Алабамском университете представлены докторскими программами по антропологии, библиотечным и информационным исследованиям, металлургии, музыке, романским языкам и социальной работе.

## Название
Официальное название учреждения — Университет Алабамы; официальная аббревиатура — УА (англ. UA). Город расположения университета должен добавляться к имени университета, чтобы отличить его от родственных университетов Системы университетов Алабамы[en] (Университет Алабамы в Бирмингеме[en] и Университет Алабамы в Ханствилле[en]), но строго это лишь по отношению к двум последним, открытым в XX веке.

## История
В 1818 году Конгресс выделил городок для создания «семинарии обучения». Когда Алабама была принята в состав Соединённых Штатов Америки (14 декабря 1819 года), второй городок был добавлен в земельный грант, доведя его до в общей сложности 46 000 акров (186 км²). Генеральная Ассамблея Алабамы учредила семинарию 18 декабря 1820 года и назвала его «Университет штата Алабама», и создала Попечительский совет для управления строительства и эксплуатации в университете. Совет выбрал в качестве кампуса место, которое было тогда только за пределами городской черты города Таскалуса, в столице штата в то время. Новый кампус был разработан Уильямом Николсом, также являвшимся архитектором недавно завершённого здания Капитолия штата Алабама и Епископальной церкви Христа. Под влиянием Томаса Джефферсона Николс разработал кампус 70 футов (21 м) в ширину, 70 футов (21 м) в высоту, который служил библиотекой и ядром университетского городка. В уставе университета был представлен первый президент университета. УА открыл свои двери для студентов 18 апреля 1831 года.

## Обучение
В Университете Алабама есть 13 академических подразделений, восемь из них предоставляют возможность получения степени бакалавра. Степени магистра, специалиста и доктора в этих восьми отделах выдаются после обучения в Высшей школе. Студенты-медики обучаются в Школе медицины, после окончания которой они получают свою степень.
Колледж непрерывного образования обеспечивает заочные курсы и другие типы возможностей дистанционного образования для студентов.
Зачисление в Алабамский университет достигло рекордного уровня в 37 665 студентов на осень 2016 года. Вступительный класс первокурсников в 7 559 студентов является самым большим в истории университета и с наивысшими баллами. Более 40 % класса первокурсников, 7559 человек, набрали 30 или более баллов в ACT, по сравнению с прошлогодним рекордом в 36 % таких студентов.
Всего в университете Алабама доступны для изучения 573 программы очного обучения и 87 программ дистанционного обучения. По количеству учащихся студентов, наиболее популярными факультетами являются (указан процент относительно всех студентов университета):
- 29 % — бизнес, менеджмент, маркетинг и сопутствующие дисциплины,
- 12 % — коммуникации, журналистика и сопутствующие дисциплины,
- 9 % — направления связанные со здоровьем,
- 8 % — образование,
- 8 % — инженерия.

Основанный в 1971 году и объединённый с Колледжем искусств и наук в 1996 году, Нью-Колледж предоставляет студентам больше гибкости в выборе своего учебного плана при получении степени бакалавра искусств или бакалавра наук. Программа предоставляет студентам «глубокое изучение» в той или иной области, выбранной студентом.